# Presidenti dell'ACF Fiorentina
In oltre 90 anni di storia societaria, alla guida della Fiorentina si sono avvicendati 24 presidenti.

## Storia

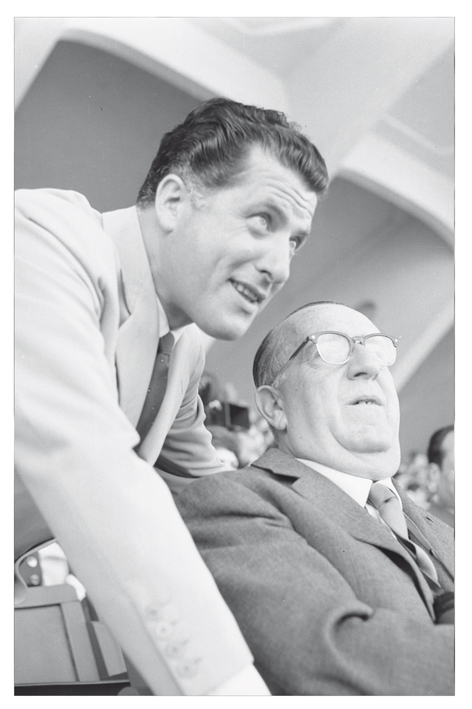
Enrico Befani e Luigi Ridolfi allo stadio di Firenze. Ad oggi rimangono rispettivamente il presidente più vincente e quello più longevo della storia della Fiorentina.

Nel 1926 il primo presidente della Fiorentina fu Luigi Ridolfi Vay da Verrazzano, che ricoprì la carica per sedici anni, ancora oggi il più duraturo della storia viola. Divenuto presidente della Federazione Italiana Giuoco Calcio nel 1942, il marchese Ridolfi lasciò la presidenza viola al suo vice, Scipione Picchi che rimase in carica fino al termine della seconda guerra mondiale nel 1945. Terminato l'evento bellico, Ridolfi lasciò anche la società e il comitato di reggenza elesse nello stesso anno presidente Arrigo Paganelli, al quale succedette l'anno dopo Igino Cassi.
Nel 1947 Ardelio Allori, imprenditore pratese di una storica ditta tessile, rilevò la società ma cedette il club a Carlo Antonini dopo solo una stagione, rimanendo comunque sponsor della squadra. Antonini, che nel 1949 aveva affidato la segreteria della società ad Artemio Franchi, cedette a sua volta la società nel 1951 a Enrico Befani.
La proprietà di Befani, anche lui imprenditore tessile pratese, durò un decennio nel quale le società toscana vinse il primo scudetto nel 1956. Ad oggi rimane il presidente più vincente della storia della Fiorentina.
Enrico Longinotti divenne presidente del club gigliato nel 1961, carica mantenuta fino alle sue dimissioni, avvenute il 12 febbraio 1965 quando vendette la società a Nello Baglini. Baglini, industriale nel settore degli inchiostri per stampa, rilevò una società in deficit ma, nonostante le premesse, arrivò il secondo scudetto nel 1969. ancora sotto la sua dirigenza, la formazione raggiunse la finale della Coppa delle Alpi 1970. Baglini lasciò la Fiorentina nel 1971, continuando tuttavia a interessarsi della società (tra le altre cose, istituì il primo "Viola Club").
Nel 1971 acquistò la società Ugolino Ugolini, fondatore della Gover, una delle fabbriche toscane più importanti del dopoguerra. Pur rimanendone proprietario, Ugolini lasciò la presidenza viola prima a Rodolfo Melloni (1977-1979) e, alla morte di Melloni, avvenuta nel 1979 a seguito di una crisi cardiaca,  passò a  Enrico Martellini (1979-1980). Nel 1980 Ugolini cedette la società alla società di costruzioni edili della famiglia Pontello.
L'era Pontello, che durò dieci anni, iniziò con l'elezione a presidente di Ranieri Pontello, figlio di Flavio, capo dell'impresa di famiglia e patron viola. Pier Cesare Baretti subentrò nel 1986 a Ranieri Pontello, ma morì in un tragico incidente nel 1987. Il 20 gennaio 1988 divenne nuovo presidente Renzo Righetti, ultimo dell'era Pontello..
Il 21 giugno 1990 la Cecchi Gori Group acquistò la società dai Pontello e Mario Cecchi Gori ne assunse la presidenza. Alla scomparsa di Mario, il 5 novembre 1993, il figlio Vittorio Cecchi Gori divenne nuovo presidente del club. A causa di gravi crisi finanziarie della società (con l'apertura di un'istanza fallimentare da parte del tribunale di Firenze), il 9 luglio 2001 Vittorio lasciò la presidenza, rimanendone proprietario ma aprendo a un'eventuale vendita del club. La stagione dopo ebbe alla guida dirigenziale dei viola Luciano Luna, amministratore unico fino al 31 gennaio 2002, Ugo Poggi, dal 12 febbraio al 5 aprile, e Ottavio Bianchi, dal 6 aprile fino alla non iscrizione della Fiorentina ai campionati FIGC e al successivo fallimento della società.
Una nuova società, la Fiorentina 1926 Florentia srl (rinominata poi Florentia Viola), venne costituita dal Comune di Firenze il 1 agosto 2002 con presidente il sindaco della città Leonardo Domenici. Tre giorni dopo la società venne acquistata da Diego Della Valle, che assunse la presidenza onoraria lasciando la carica di presidente a Gino Salica. La presidenza di Salica durò un biennio e il 18 dicembre 2004 divenne presidente il fratello di Diego, Andrea Della Valle, che ricoprì la carica fino alle dimissioni del 24 settembre 2009, a seguito delle quali Mario Cognigni divenne il vicepresidente facente funzioni. Nel 2010 Diego lasciò al fratello Andrea la presidenza onoraria del club, oltre al ruolo di patron e di azionista di riferimento della società, e l'11 giugno 2011 Mario Cognini venne eletto ufficialmente nuovo presidente della società viola.
Il 6 giugno 2019 la famiglia Della Valle cede la società all'imprenditore italo-americano Rocco Commisso, fondatore di Mediacom, che ne assume la presidenza.

## Lista dei presidenti
- 29/08/1926 - 21/08/1942  Luigi Ridolfi Vay da Verrazzano
- 18/09/1942 - 31/01/1944  Scipione Picchi
- 22/10/1944 - 09/06/1946  Arrigo Paganelli
- 09/06/1946 - 09/03/1947  Igino Cassi
- 09/03/1947 - 06/04/1948  Ardelio Allori
- 06/04/1948 - 24/12/1951  Carlo Antonini
- 29/12/1951 - 20/05/1961  Enrico Befani
- 07/06/1961 - 13/02/1965  Enrico Longinotti
- 14/02/1965 - 31/05/1971  Nello Baglini
- 01/06/1971 - 15/12/1977  Ugolino Ugolini
- 15/12/1977 - 29/09/1979  Rodolfo Melloni
- 30/09/1979 - 02/05/1980  Enrico Martellini
- 02/05/1980 - 30/06/1986  Ranieri Pontello
- 01/07/1986 - 05/12/1987  Pier Cesare Baretti
- 20/01/1988 - 22/06/1990  Lorenzo Righetti
- 22/06/1990 - 05/11/1993  Mario Cecchi Gori
- 04/12/1993 - 30/07/2001  Vittorio Cecchi Gori
- 31/07/2001 - 31/01/2002  Luciano Luna (amministratore delegato)
- 15/02/2002 - 26/03/2002  Ugo Poggi
- 09/04/2002 - 05/06/2002  Ottavio Bianchi
- 05/06/2002 - 01/08/2002  Enrico Fazzini (amministratore giudiziario)
- 01/08/2002 - 10/08/2002  Leonardo Domenici[21]
- 11/08/2002 - 18/12/2004  Gino Salica
- 19/12/2004 - 24/09/2009  Andrea Della Valle
- 24/09/2009 - 14/07/2011  Mario Cognigni (vice-presidente facente funzioni)
- 14/07/2011 - 06/06/2019  Mario Cognigni
- 06/06/2019 - in carica  Rocco Commisso

 Dati aggiornati al 16 aprile 2021. 

## Presidenti plurivincitori
Di seguito viene proposta la classifica dei presidenti che, sotto la loro gestione, hanno conquistato una competizione "maggiore" alla guida della Fiorentina. Per competizione "maggiore" si intendono i titoli assoluti ufficiali della FIGC (Campionato italiano, Coppa Italia e Supercoppa italiana), dell'UEFA e della FIFA. Sono, pertanto, esclusi dalla classifica gli allenatori che hanno conquistato con la Fiorentina campionati di livello inferiore alla Serie A o trofei, anche ufficiali come la Coppa di Lega Italo-Inglese, di prestigio minore.
| Presidente                      | NT | Lista trofei                                                                       |
| Enrico Befani                   | 3  | Campionato italiano 1955-1956, Coppa Italia 1960-1961, Coppa delle Coppe 1960-1961 |
| Vittorio Cecchi Gori            | 3  | Coppa Italia 1995-1996, Coppa Italia 2000-2001, Supercoppa italiana 1996           |
| Nello Baglini                   | 2  | Campionato italiano 1968-1969, Coppa Italia 1965-1966                              |
| Luigi Ridolfi Vay da Verrazzano | 1  | Coppa Italia 1939-1940                                                             |
| Ugolino Ugolini                 | 1  | Coppa Italia 1974-1975                                                             |

 Dati aggiornati al 18 ottobre 2020. 

## Presidenti premiati
Vengono riportati in questa sezione i presidenti della Fiorentina che hanno ricevuto un riconoscimento alla carriera con l'inserimento del loro nome nella Hall of Fame Viola o nella Hall of Fame del calcio italiano.
| Allenatore                      | Hall of Fame              |
| Nello Baglini                   | Hall of Fame Viola (2014) |
| Enrico Befani                   | Hall of Fame Viola (2013) |
| Luigi Ridolfi Vay da Verrazzano | Hall of Fame Viola (2012) |
| Ugolino Ugolini                 | Hall of Fame Viola (2015) |

 Dati aggiornati al 18 ottobre 2020.